# Ulica św. Sebastiana w Krakowie
Ulica św. Sebastiana – ulica w Krakowie, w dzielnicy I Stare Miasto, na Stradomiu oraz Kazimierzu.
Łączy ulicę św. Gertrudy z Dietla. Wytyczono ją pod koniec lat 70. XIX wieku w ramach porządkowania terenu po likwidowanym korycie Starej Wisły. Swą nazwę (wziętą od kościoła św. Sebastiana) oficjalnie otrzymała w roku 1878, ale funkcjonowało ona już wcześniej. Zabudowa ulicy pochodzi z końca XIX wieku, a tworzą ją czynszowe kamienice i kilka willi. Pod numerami 9-11 znajduje się modernistyczny zespół dawnej Łaźni Rzymskiej, wzniesionej w 1912 (projekt Józefa Pakiesa i W. Krzyżanowskiego).
Pod numerem 9 mieści się Muzeum Przyrodnicze Instytutu Systematyki i Ewolucji Zwierząt PAN. W zbiorach posiada m.in. jedyny na świecie kompletnie zachowany okaz nosorożca włochatego z epoki plejstocenu, odnaleziony w I połowie XX w. w Staruni na Podkarpaciu.
Na tyłach kamienic południowej pierzei, w kwartale między ulicami Stradomską, św. Gertrudy, św. Sebastiana i J. Dietla znajduje się Ogród Księży Misjonarzy.
Według Tadeusza Isakowicza w czasach PRL była miejscem operacji „Sadzawka”, która dotyczyła penetracji środowiska homoseksualnego, w tym księży, koncentrującego się wokół łaźni rzymskiej przy ul. św. Sebastiana.

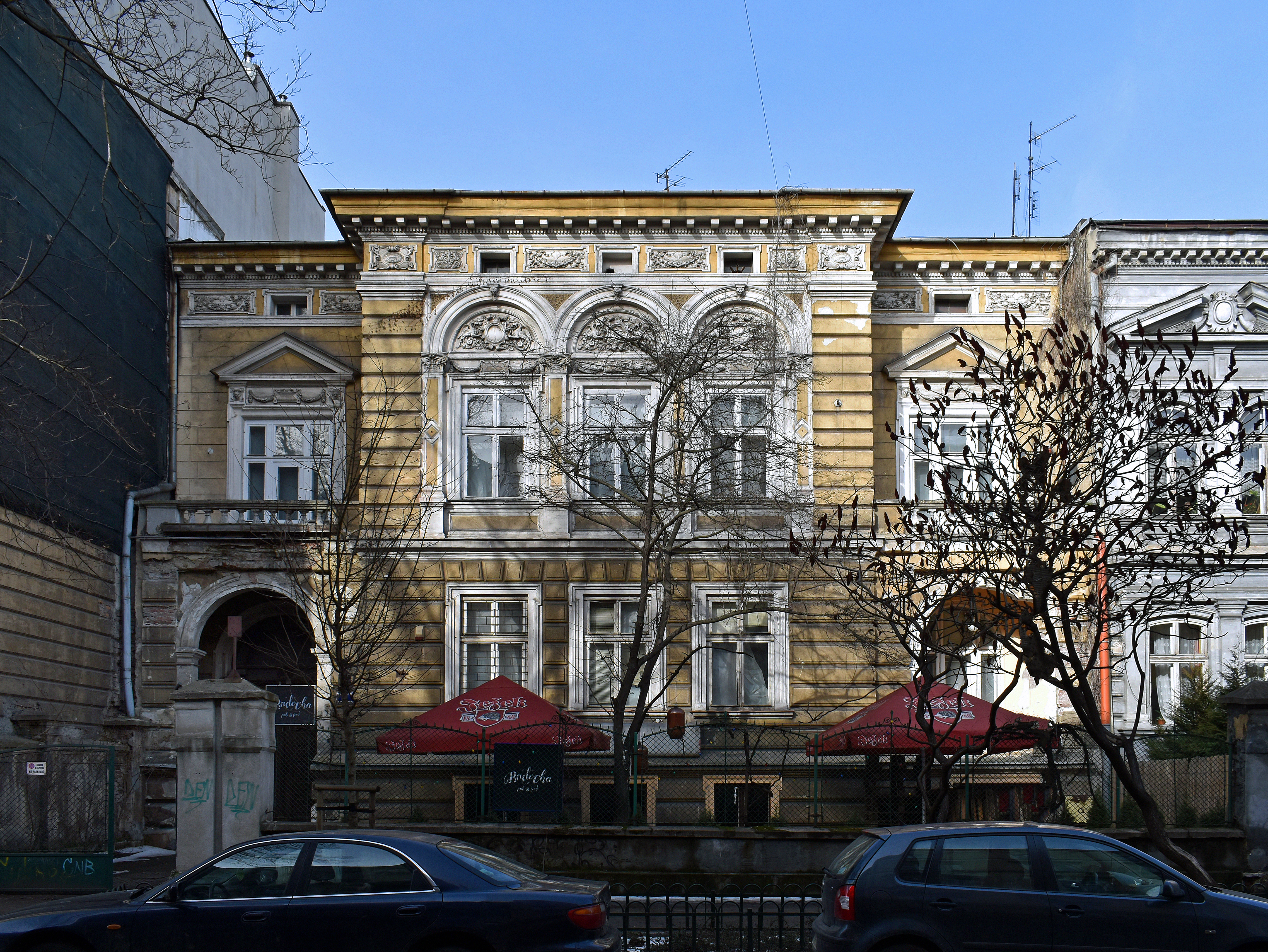
ul. św. Sebastiana 6 Willa proj. Maksymilian Nitsch (1883)
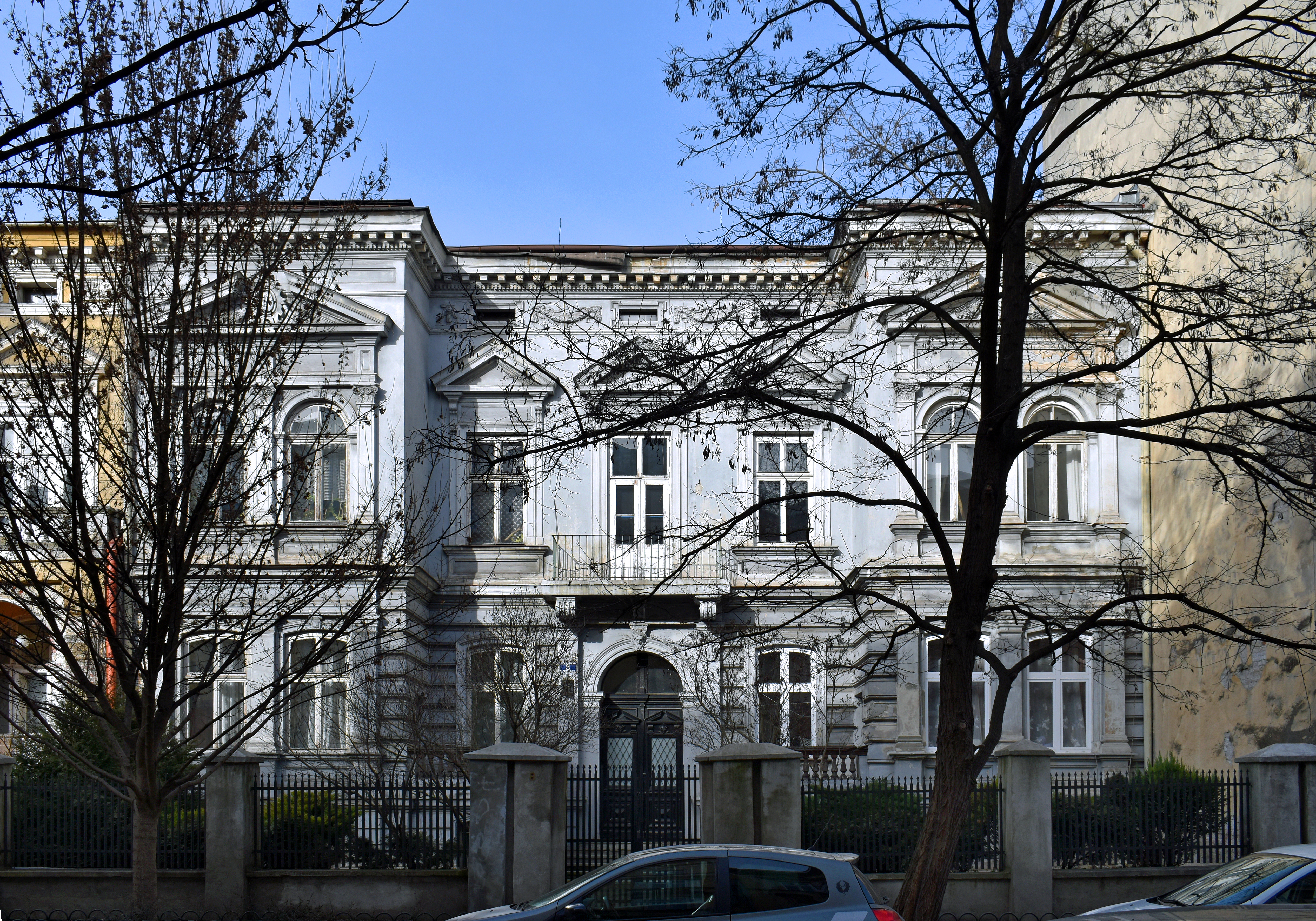
ul. św. Sebastiana 8 Willa proj. Maksymilian Nitsch (1883)
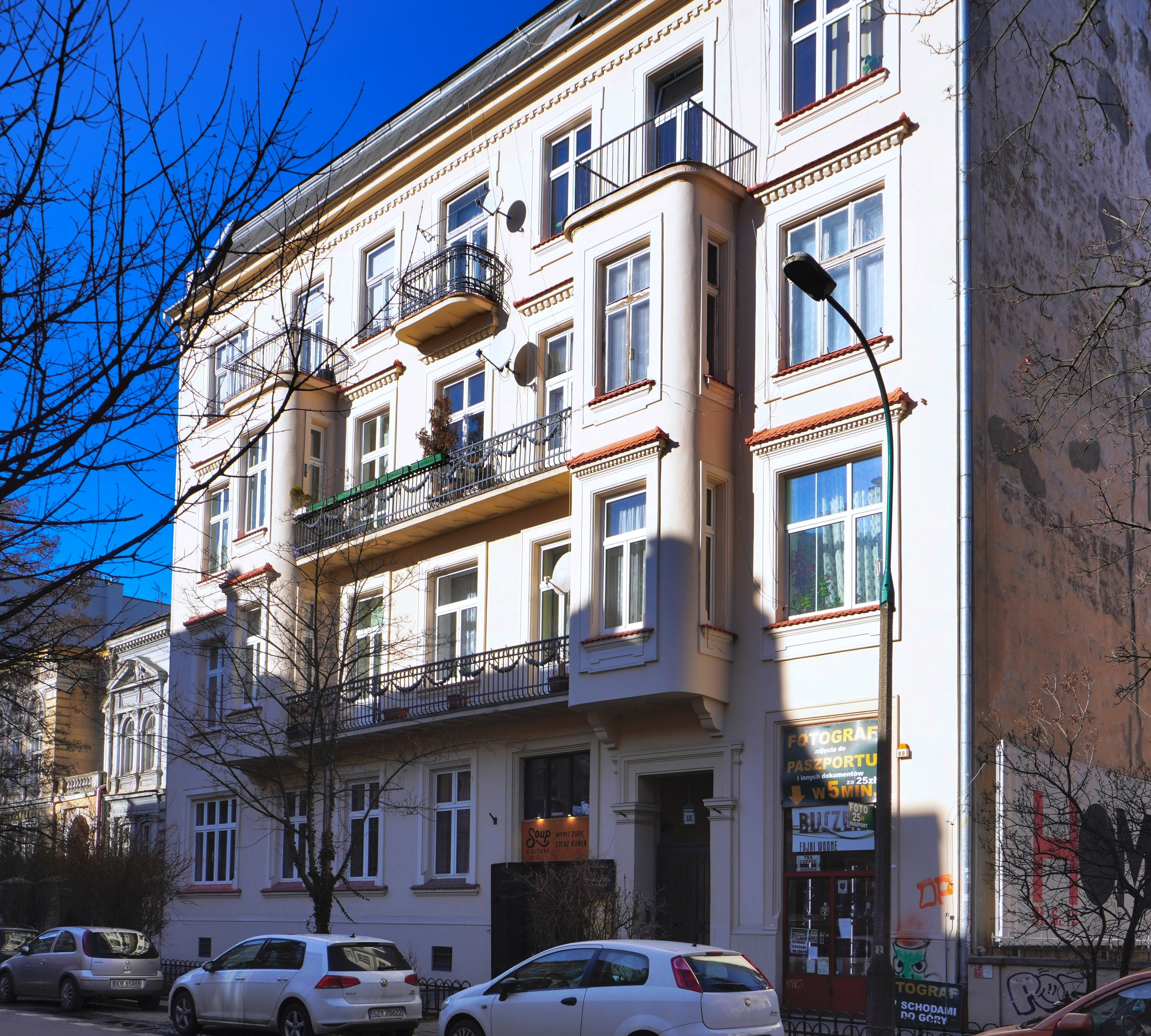
ul. św. Sebastiana 10 Kamienica proj. Henryk Lamensdorf (1910)
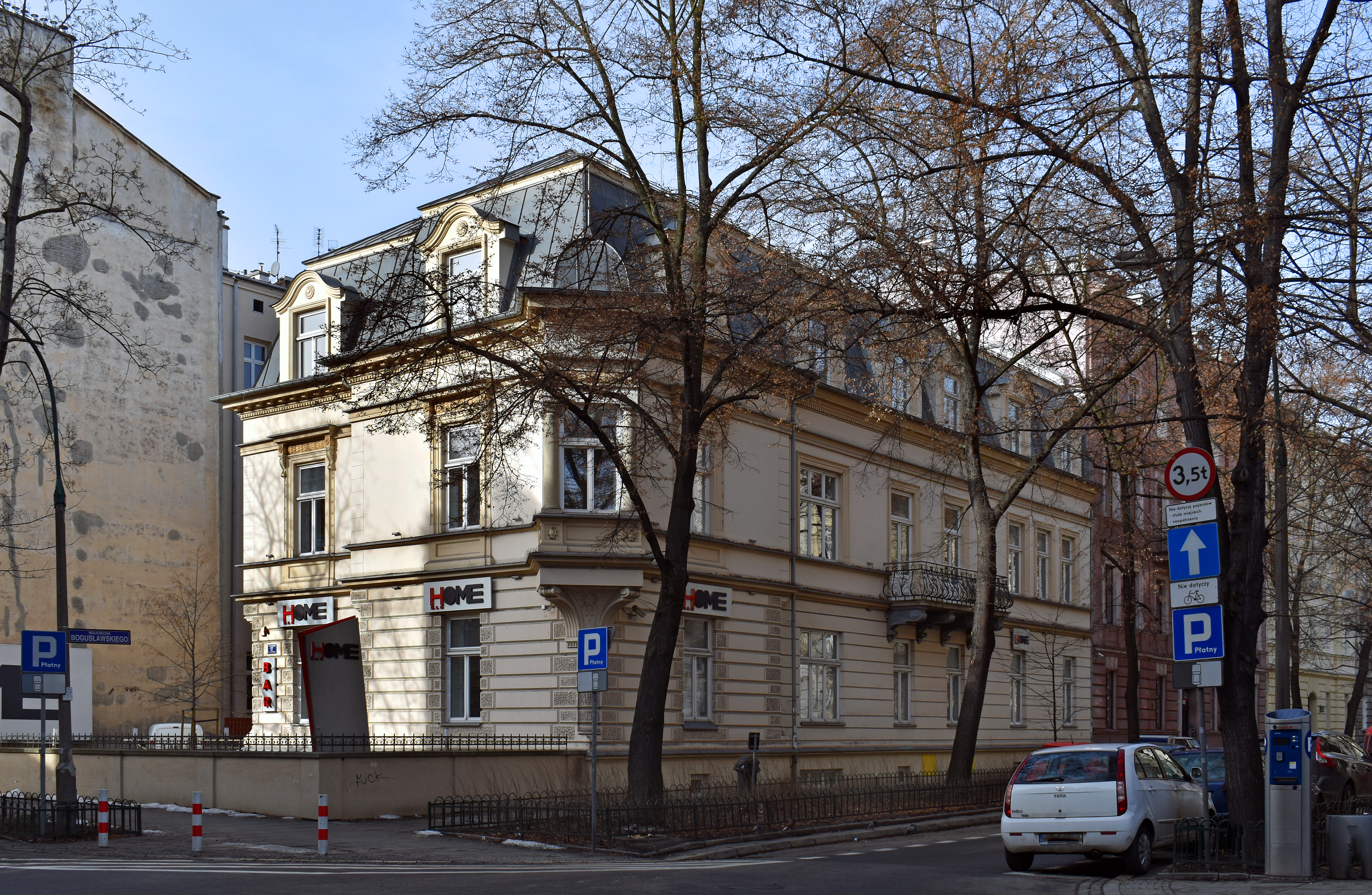
ul. św. Sebastiana 12 (ul. Bogusławskiego 9) Willa (dom własny) proj. Karol Knaus (1883)
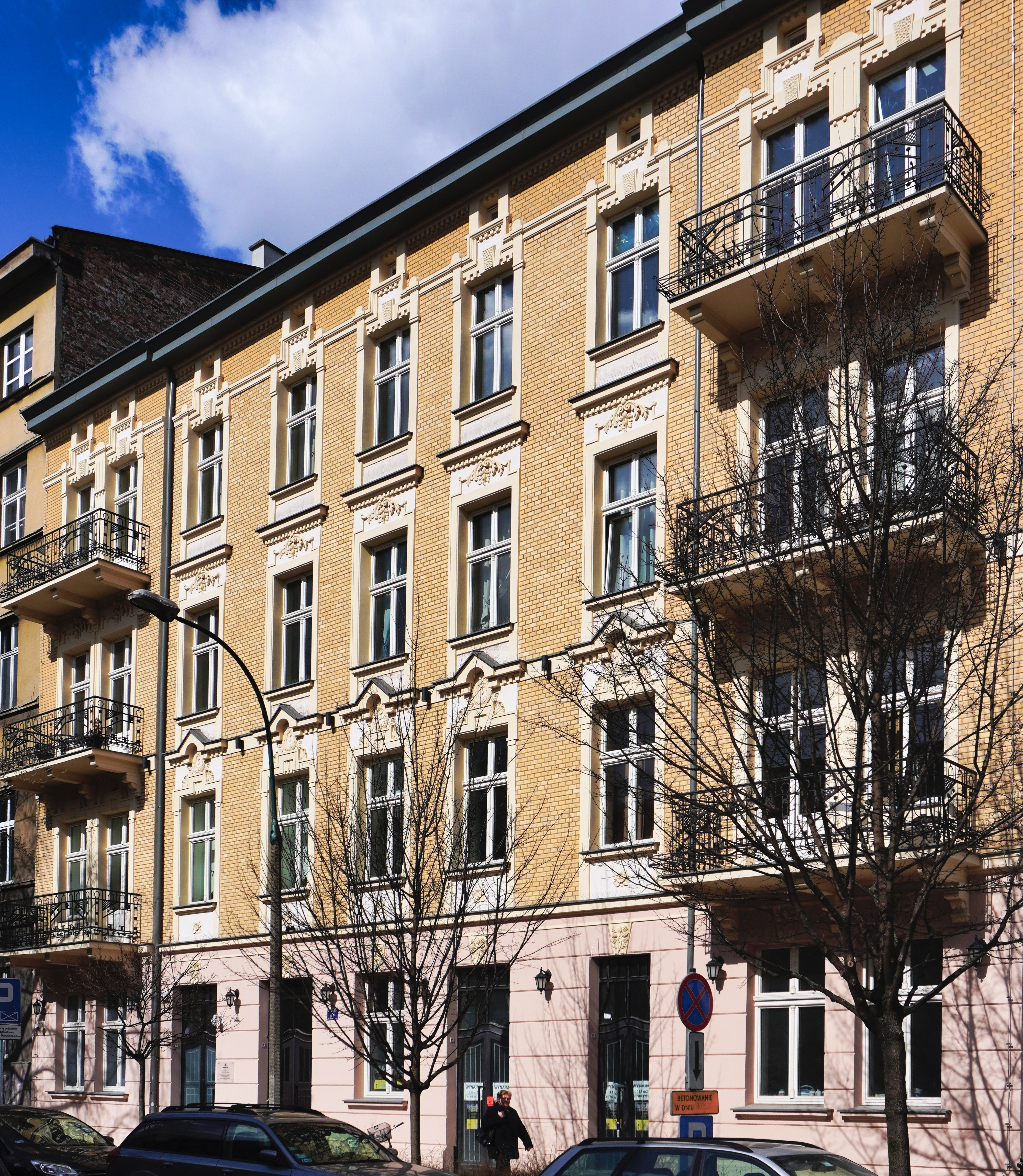
ul. św. Sebastiana 16 Kamienica proj. Leopold Tlachna (1910)
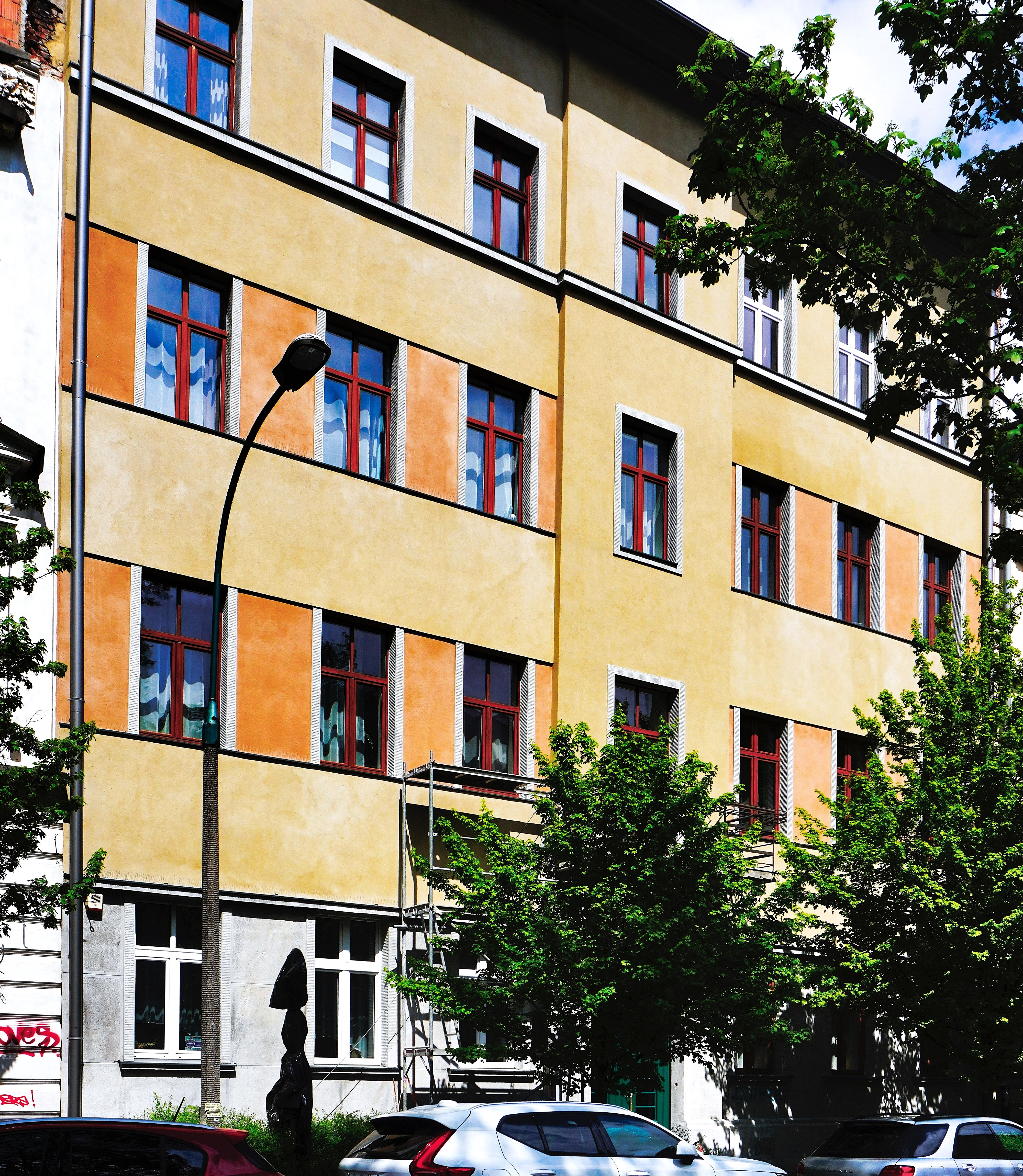
ul. św. Sebastiana 20 Kamienica (ok. 1930)
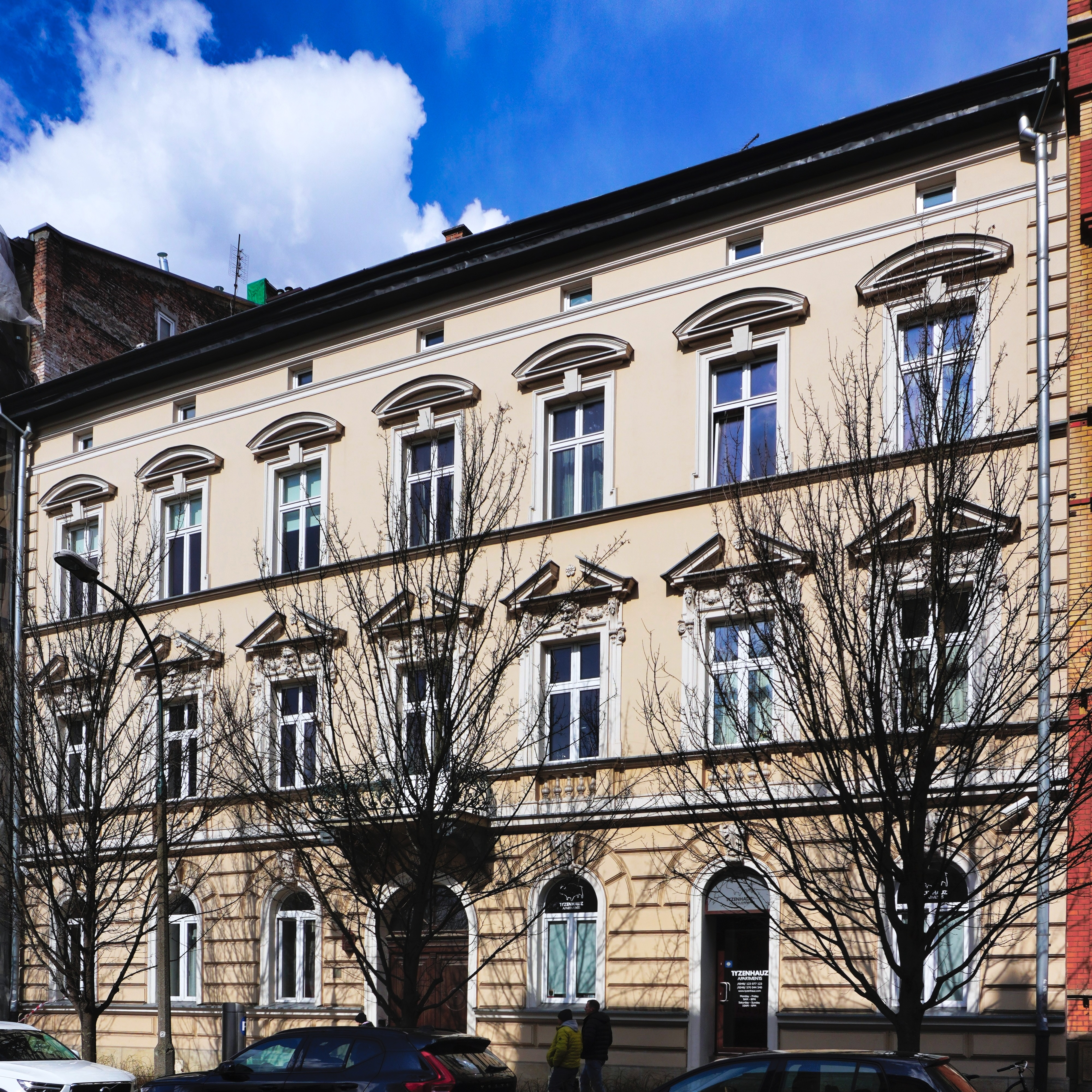
ul. św. Sebastiana 22 Kamienica proj. Nachman Kopald, Wilhelm Apter (1893)
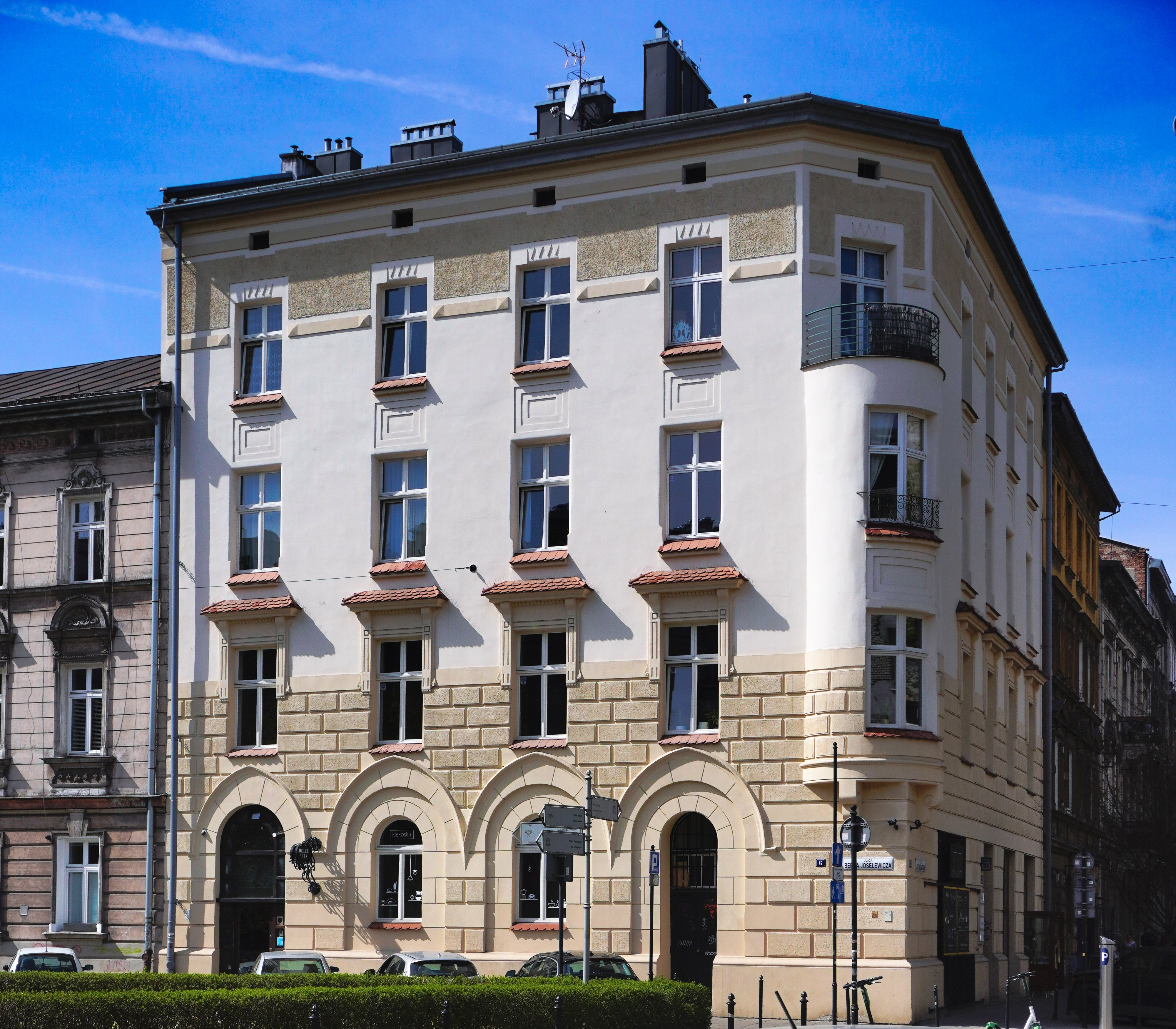
ul. św. Sebastiana 33 Kamienica proj. L. Hercok (przed 1908)